# Charles Francis Adams III
Charles Francis Adams III (Quincy, 2 agosto 1866 – Boston, 10 giugno 1954) è stato un politico statunitense.

## Biografia
Fu il quarantaquattresimo segretario della marina statunitense sotto il presidente degli Stati Uniti d'America Herbert Hoover. Studiò al Harvard College.
Sposò Frances Lovering da cui ebbe due figli:
- Catherine Adams, (13 gennaio 1902 -  28 settembre 1988) che si sposò il 26 giugno 1923[1] Henry Sturgis Morgan, uno dei fondatori della Morgan Stanley.
- Charles Francis Adams IV, (2 maggio 1910 - 5 gennaio 1999)